# Kristen Forrester Dominguez
Kristen Forrester Dominguez is een personage uit de Amerikaanse soapserie The Bold and the Beautiful. Toen de serie in 1987 begon, werd de rol gespeeld door Teri Ann Linn. Na drie jaar verliet ze de serie, om nog twee keer kort terug te keren. In 2001 werd Kristen teruggehaald en ditmaal werd zij door Tracy Melchior gespeeld. Na een grote verhaallijn rond haar en haar liefde Tony verdween het personage naar de achtergrond. In 2003 verhuisde Kristen met haar gezin naar Florida, waarna ze nog geregeld opdook in LA voor familieaangelegenheden.

## Personagebeschrijving
Kristen is de oudste dochter van Eric en Stephanie Forrester. Ze werkte bij Forrester Creations van 1987 tot 1990. Stephanie dacht dat haar dochter frigide was en te aanhankelijk aan haar vader. Daarom huurde ze gigolo Clarke Garrison in om haar te verleiden. Dit lukte wonderwel en de twee werden verliefd en huwden in 1988. Kort hierna ontdekte Clarke dat hij Margo Lynley, de assistente van Eric had zwanger gemaakt voor hij met Kristen getrouwd was. Margo haalde de modefotograaf Mick Savage naar LA om Clarke en Kristen uit elkaar te halen. Dit lukte en Kristen ruilde LA in voor New York. In 1992 keerde ze kort terug en ook in 1994 als bruidsmeisje voor Brooke toen die met haar broer Ridge trouwde.
In 2001 keerde Kristen terug. Ze wilde eerst haar moeder niet zien, maar sloot uiteindelijk vrede met haar. Om haar in LA te houden bood Eric haar een plaats aan bij Forrester Creations. Al snel leerde Kristen Tony Dominguez kennen en ze werden verliefd. Tony's ex Sofia Vidal was eerst een bedreiging voor hun relatie maar naderhand werden Kristen en Sofia zelfs vriendinnen. Na de plotse dood van Tony's ex Ellen gingen Kristen en Tony naar de begrafenis in Miami. Daar ontdekte Tony dat Ellen zelfmoord gepleegd had omdat ze het Hiv had. Tony liet zich onmiddellijk testen en was positief. Hij probeerde de relatie met Kristen te verbreken, maar zij bleef volhouden en ondanks de rem die dit op hun relatie zette bleven ze voor elkaar gaan. Tony vroeg Kristen ten huwelijk, maar Eric was hier fel tegenstander van. Uiteindelijk zag hij dat ze voor elkaar gemaakt waren en was zelfs getuige van Tony op het huwelijk. Op hun huwelijksreis in Afrika leerden ze de weesjongen Zende kennen en ze besloten hem te adopteren. Kort daarna verdwenen Tony en Kristen naar de achtergrond en Tony kwam zelfs niet meer in beeld. Later werd gezegd dat het gezin naar Florida verhuisd was. Kristen komt nog geregeld naar Los Angeles voor familieaangelegenheden.